# Robert Jan Verbelen
Robert Peter Jan Verbelen (Herent, 5 aprile 1911 – Vienna, 28 ottobre 1990) è stato un militare belga, dal 1959 austriaco, collaborazionista nazista e comandante della SS fiamminga e vice del leader fascista Léon Degrelle.
Dopo la guerra, ha lavorato come scrittore. Sebbene condannato in contumacia per crimini di guerra nel 1947, e processato di nuovo in Austria nel 1965, ma assolto, rimase libero fino alla sua morte nel 1990.

## Biografia
Verbelen era figlio di un commissario di polizia belga. Un fratello di Verbelen era leader nel movimento di resistenza della Brigata Bianca. Militante nel Movimento nazionalista fiammingo negli anni '30,. Robert Verbelen si unì alla fondazione dell'Unione Nazionale Fiamminga (VNV) e divenne Gauleiter di Lovanio. Ha anche lavorato come giornalista e divenne presidente della Federcalcio fiamminga.
Dopo l'occupazione tedesca fu uno dei primi a unirsi alla SS fiamminga, e divenne un membro di spicco della SD. Nel 1947 fu condannato a morte in contumacia perché responsabile dell'omicidio di 101 belgi.
Tuttavia, era già fuggito in Germania nel 1944. Da lì andò a Vienna, dove ha lavorato sotto falso nome per il servizio di intelligence americano e come informatore per la polizia di stato austriaca. Per il suo lavoro, gli fu concessa la cittadinanza austriaca nel 1959 e lì viveva sotto il suo vero nome.
Nell'aprile 1962, il Simon Wiesenthal Center trasmise informazioni su di lui al pubblico ministero. Fu arrestato immediatamente. Il Belgio ha chiesto la sua estradizione. Verbelen si riferì con successo alla sua nazionalità austriaca e così dovette rispondere nel novembre del 1965 a un tribunale austriaco. È stato difeso da Marcel Brauns. Il tribunale lo ha dichiarato colpevole di diversi capi d'accusa, ma lo ha assolto per aver agito per ordine. La Corte Suprema ha annullato l'assoluzione, ma non ha mai dovuto presentarsi di nuovo in tribunale.
Ha poi vissuto indisturbato in Austria e ha scritto regolarmente pubblicazioni di destra. Ha anche scritto romanzi gialli e polizieschi.

## Onorificenze
Croce al merito di guerra